# يوهان هينريتش ريختر
يوهان هينريتش ريختر (بالألمانية: Johann Heinrich Richter)‏ هو رسام ألماني، ولد في 1803 في كوبلنتس في ألمانيا، وتوفي بنفس المكان في 1845.